# Església de Sant Jordi d'Ikvi
L'església de Sant Jordi d'Ikvi (en georgià: იკვის წმინდა გიორგის ეკლესია) és una església ortodoxa situada al municipi de Kaspi, a la regió est-central de Xida Kartli, Geòrgia. És una església de planta de creu inscrita del segle xi. Coneguda per les seves elaborades escultures externes de pedra i frescs dels segles xii i xiii, que van ser restaurats després dels danys causats per la pluja el 2011, està inscrita en la llista de Monuments Culturals destacats de Geòrgia.

## Situació
L'església d'Ikvi està situada a la vall del riu Shabtsqala, al sud del modern poble de Chachubeti, al territori de l'ara extint poble d'Ikvi. A uns 2 km al sud-est es troba un altre monument medieval, el monestir Rkoni. No existeixen fonts escrites sobre la construcció i història de l'església. El monument va ser reparat de manera substancial entre els anys 1939 a 1940.

## Descripció

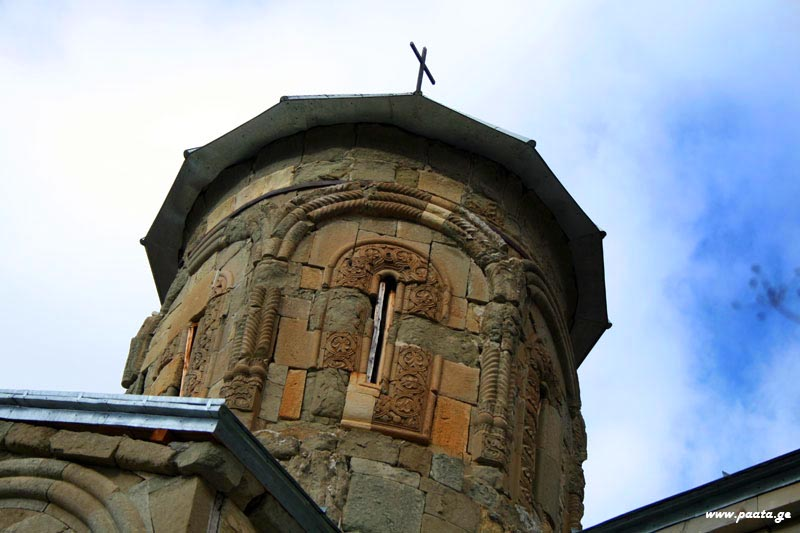
Pedra decorativa en la cúpula d'Ikvi

L'església de Sant Jordi d'Ikvi està construïda amb blocs de pedra tallada i fa 9 m × 7,2 m. És un edifici en creu de planta quadrada, en què l'àrea que formen els quatre braços de la creu es projecten des de l'àrea central; d'aquests braços, tres són curts i rectangulars, mentre que el quart acaba en un absis profund a la part est. L'interior està il·luminat per sis finestres del tambor. Aquest tambor i les façanes estan decorats amb ornaments de pedra tallada, realitzats amb diversos motius que varien des de formes geomètriques fins a patrons florals complexos. Sota l'arc sud-oest, una llosa de pedra porta una creu amb branques florides tallada en relleu i una inscripció en l'escriptura georgiana medieval asomtavruli, paleogràficament datada de la primera meitat del segle xi i fent menció del donant, el prelat (mamamtavari) Arsen.

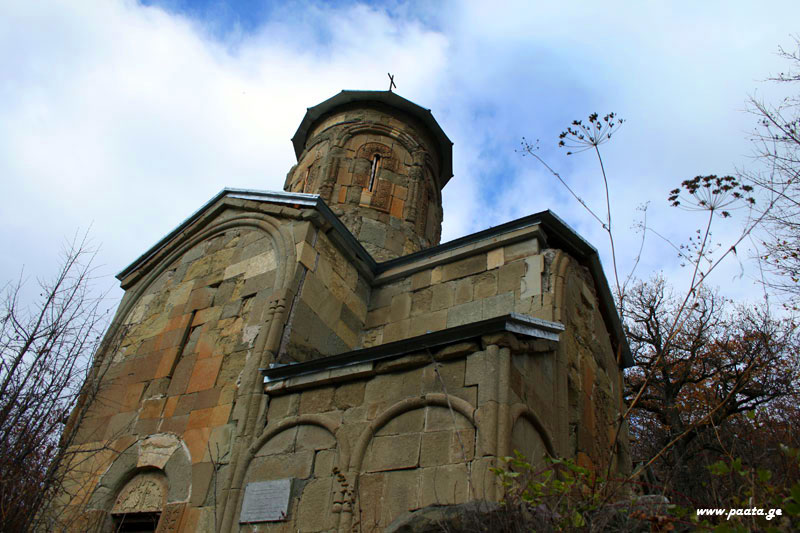
Vista exterior de l'església d'Ikvi

L'interior està decorat amb frescs que daten dels segles xii i xiii. Les pintures són conegudes per la seva qualitat artística i el seu programa iconogràfic, que inclou retrats de clergues, escenes cristològiques i episodis de la vida i martiri de sant Jordi. L'estil dels murals indica que el pintor estava familiaritzat amb els models romans d'Orient, mentre que el cicle de sant Jordi és de manera compositiva similar als frescs d'una altra església regional important, l'església de Pavnisi. Les pintures murals es feren malbé per les fortes pluges de l'any 2011 i es van sotmetre a un programa d'estabilització i conservació d'emergència el 2012.